# كومبين دي لا تسيسيتي
كومبين دي لا تسيسيتي (بالإنجليزية: Combin de la Tsessette)‏ هو أحد جبال سلسلة جبال الألب بينيني وجزء من القمة الأم غراند كومبين يقع في كانتون فاليز، سويسرا. يبلغ ارتفاع الجبل حوالي 4135 متر، بينما يبلغ ارتفاع نتوء الجبل 52 متر.